# مالك بن أوس بن الحدثان
أَبُو سَعِيْد مَالِكُ بنُ أَوْسِ بنِ الحَدَثَانِ الأَنْصَارِيِّ (1 هـ - 92 هـ / 622 - 710م) الفَقِيْهُ، الإِمَامُ، الحُجَّةُ أَدْرَكَ حَيَاةَ النَّبِيِّ صلى الله عليه وسلم واُختلف في صحبته روى عن جماعة من الصحابة وهو من أهل المدينة المنورة وعريف قومه في عهد عمر بن الخطاب اُشتهر بفصاحته وبلاغته

## نسبه
- هو: «مالك بن أوس بن الحدثان بن الحارث بن عوف بن ربيعة بن سعد بن يربوع بن واثلة بن دهمان بن نصر بن معاوية بن بكر بن هوازن بن منصور بن عكرمة بن خصفة بن قيس عيلان بن مضر بن نزار بن معد بن عدنان»[5]

## نبذه عنه
كان مالك بن أوس يكنى أبو سعيد وقيل أبو سعد وكان عريف قومه في عهد عمر بن الخطاب وقد أختلف في صحبته للرسول ولكن أب مالك كان صحابيً جليل (أوس بن الحدثان النصري الهوازني ) وقال الواقدي أن مالك ركب الخيل فِي الجاهلية وتأخر إسلامة، ولكن بعض المصادر تذكر أنه ولد في أول سنة من الهجرة ومن ذريته وثيمة بن مالك راوي حديث آخر وكان من نسله زفر بن وثيمة راوي حديث شهير ايضًا.

## روايته للحديث وصحبته
- حَدَّثَ عَنِ: علی، عمر، وعثمان وطلحة، والزبير، وعبد الرحمن ابن عَوْفٍ، وَالعَبَّاسِ، وَسَعْدِ بنِ أَبِي وَقَّاصٍ، وَطَائِفَةٍ،

- حَدَّثَ عَنْهُ: الزُّهْرِيُّ, وَمُحَمَّدُ بنُ المُنْكَدِرِ, وَعِكْرِمَةُ بنُ خَالِدٍ, وَأَبُو الزُّبَيْرِ, وَمُحَمَّدُ بنُ عَمْرِو بنِ حَلْحَلَةَ, وَمُحَمَّدُ بنُ عُمَرَ بنِ عَطَاءٍ, وَسَلَمَةُ بنُ وَرْدَانَ, وَآخَرُوْنَ

قَالَ البُخَارِيُّ: مَالِكُ بنُ أَوْسٍ، قَالَ بَعْضُهُم: لَهُ صُحْبَةٌ، وَلاَ يَصِحُّ قَالَ: وَقَدْ رَكِبَ الخَيْلَ فِي الجَاهِلِيَّةِ قَالَهُ: الوَاقِدِيُّ.
وَرَوَى ابْنُ إِسْحَاقَ، عَنْ مُحَمَّدِ بنِ عُمَرَ بنِ عَطَاءٍ، عَنْ مَالِكِ بنِ أَوْسٍ، قَالَ: كُنْتُ عَرِيْفاً فِي زَمَنِ عُمَرَ.
وَقَالَ ابْنُ خِرَاشٍ, وَغَيْرُهُ: ثِقَةٌ
قُال الذهبي: كَانَ مَذْكُوْراً بِالبَلاَغَةِ وَالفَصَاحَةِ, وَهُوَ قَلِيْلُ الحَدِيْثِ.
قَالَ أَبُو حَفْصٍ الفَلاَّسُ، وَغَيْرُ وَاحِدٍ: مَاتَ سَنَةَ اثْنَتَيْنِ وَتِسْعِيْنَ.
قُال الذهبي: لَعَلَّهُ عَاشَ مائة سنة.
قال سلمة بن وردان : له صحبة
قال أحمد بن صالح المصري : أثبت له الصحبة
قال أبو حاتم الرازي : لاتصح له صبحة
قال أبو الحسن بن فراس المكي : ثقة
قال يحيى بن معين : لا تصح له صحبة
قال ابن أبي عاصم النبيل : ثقة جليل القدر
قال ابن عبد البر : لهُ صحبة. وقال سَلَمَة بْن وردان: رأيت جماعة من أصحاب النَّبِيّ صَلَّى اللَّهُ عَلَيْهِ وَسَلَّمَ فذكرهم، وذكر منهم مَالِك بْن أوس بْن الحدثان النصري. وذكر الْوَاقِدِيّ- عَنْ شيوخه- أن مَالِك بْن أوس بْن الحدثان ركب الخيل فِي الجاهلية، وذكر ذَلِكَ غير الْوَاقِدِيّ. وروى أنس بْن عِيَاض، عَنْ سَلَمَة بْن وردان، عَنْ مَالِك بْن أوس بْن الحدثان، قَالَ: كنا عِنْدَ النَّبِيّ صَلَّى اللَّهُ عَلَيْهِ وَسَلَّمَ، فَقَالَ: وجبت وجبت، وذكر الحديث. قال ابْن رشدين:
فسألت أَحْمَد بْن صَالِح عَنْ هَذَا الحديث، فَقَالَ: هُوَ صحيح، قد رواه أنس ابن عِيَاض، فقلت لأحمد بْن صَالِح: لمالك بْن أوس بْن الحدثان صحبة؟ فَقَالَ:
نعم وذكر الْبُخَارِيّ فِي التاريخ الكبير، قَالَ: قَالَ لِي عَبْدُ الرَّحْمَنِ بْنُ شَيْبَةَ:
حَدَّثَنِي يُونُسُ بْنُ يَحْيَى، عَنْ سَلَمَةَ بْنِ وَرْدَانَ، قَالَ: رَأَيْتُ أنس بن مالك، وَمَالِكَ بْنَ أَوْسِ بْنِ الْحَدَثَانِ، وَسَلَمَةَ بْنَ الأَكْوَعِ، وَعَبْدَ الرَّحْمَنِ بْنَ أَشْيَمَ، وَكُلُّهُمْ صَحِبَ النَّبِيَّ صَلَّى اللَّهُ عَلَيْهِ وَسَلَّمَ، لا يُغَيِّرُونَ الشَّيْبَ.

## وصلات خارجية
- مالك بن أوس
- ترجمه مالك بن أوس
- موسوعة الحديث : مالك بن أوس